# Fernand Lungren
Fernand Lungren, né le 13 novembre 1857 à Hagerstown et mort le 9 novembre 1932 à Santa Barbara, est un peintre et illustrateur américain.

## Biographie
Fernand Lungren naît le 13 novembre 1857 à Hagerstown. 
D'origine suédoise, la famille s'installe à Toledo dans l'Ohio, lorsqu'il a quatre ans. Il montre très tôt un talent pour le dessin, mais son père le destine à une carrière professionnelle et, en 1874, il entre à l'université du Michigan, à Ann Arbor, pour étudier l'ingénierie minière. Il quitte l'université en 1876, déterminé à devenir artiste, après seulement deux ans d'études et retourne à Toledo.
Il arrive à New York peu avant 1880, où il travaille comme illustrateur pour le Scribner's Magazine. De 1882 à 1884, il séjourne à Paris, fréquentant périodiquement l'Académie Julian. En 1899, il effectue un long séjour à Londres et devient l'ami de Whistler. Vers 1900, il voyage en Égypte jusqu'au Soudan.
Fernand Lungren meurt le 9 novembre 1932 à Santa Barbara.